# Saint-Omer
Saint-Omer es una pequeña ciudad y comuna francesa situada en el departamento del Paso de Calais en la región de Alta Francia. Su gentilicio es audomarois.
La ciudad está atravesada por el río Aa. El punto más alto de la ciudad es el monte Sithieu.

## Historia
En 1384 formó parte de los Países Bajos Borgoñones. Desde 1493, por el Tratado de Senlis, hasta el 22 de abril de 1677 perteneció a los Países Bajos de los Habsburgo. Sufrió ataques incesantes a causa de los cuales su población se redujo de forma considerable, resistió dos asedios franceses en 1638 y 1647. Baluarte de la contrarreforma católica, sus colegios y seminarios fueron germen de futuros misioneros británicos y belgas.
En el siglo XIX se construye el ferrocarril lo que da lugar a una transformación y desarrollo creciente de la ciudad: comercio, escuelas, industria, hoteles.

## Demografía
| 20 135 | 20 109 | 20 362 | 18 246 | 19 344 | 19 032 | 20 661 | 21 078 | 22 054 | 21 987 | 22 011 | 21 869 | 22 381 | 21 855 | 21 556 | 21 266 | 21 661 | 21 481 | 20 867 | 20 993 | 20 469 | 19 238 | 19 774 | 17 815 | 18 373 | 18 106 | 19 280 | 19 283 | 18 205 | 16 932 | 15 415 | 14 434 | 15 747 | 14 848 |
| Para los censos de 1962 a 1999 la población legal corresponde a la población sin duplicidades (Fuente: INSEE [Consultar]) |        |        |        |        |        |        |        |        |        |        |        |        |        |        |        |        |        |        |        |        |        |        |        |        |        |        |        |        |        |        |        |        |        |

## Economía
La vida económica de Saint-Omer y de sus alrededores se desenvuelve en torno al agua. El acondicionamiento del pantano ha permitido el desarrollo de la horticultura (especialmente la coliflor). Asimismo, existe una actividad fluvial alrededor del Aa y del canal de Neufossé. En Saint-Omer se produce, también, la cerveza que consumen sus habitantes. Y es, en la actualidad, un importante centro turístico.
Saint-Omer tiene un amplio un sector terciario y jurídico: Audiencia del Paso de Calais (en la que se debatió el proceso de Outreau), tribunal de gran instancia, cámara de comercio e industria, etc.

## Administración
Saint-Omer forma parte de la comunidad de cooperación intercomunal que agrupa 19 municipios de 65.000 habitantes. El distrito compuesto por ocho cantones, cuenta con 153.523 habitantes: 15.785 habitantes por el cantón del norte, y 24.039 por el cantón del sur. En 1983, Jean-Jacques Delvaux fue elegido alcalde de Saint-Omer. Nacido en 1942, profesor de ciencias económicas, será sucesivamente reelegido como alcalde en 1989, 1995, 2001. Perteneciente al RPR y después a UMP, en 1982 fue nombrado consejero general del cantón de Saint-Omer Norte, y fue diputado por la octava circunscripción de 1993 a 1997.

## Personajes célebres
- Audomar (600 – 670), obispo de Thérouanne, canonizado con el nombre de Saint-Omer

- Lázaro Hipólito Carnot (Saint-Omer, 6 de abril de 1801–  París 16 de marzo de 1888), político francés.

- Alejandro Ribot (Saint-Omer, 7 de febrero de 1842 – París, 13 de enero de 1923), político francés, consejero de Estado y presidente del Consejo de Ministros cinco veces.

- Jean Titelouze (1553-1633), músico, considerado como el padre de la música de órgano francés.

## Monumentos y lugares turísticos
- Saint-Omer fue considerada en 1997 como villa de Arte e Historia, reconvertida en 2013 en «Pays de Saint-Omer et de la Morinie».

- La basílica de Nuestra Señora de los Milagros, antigua catedral de Notre-Dame. Modesta capilla original del siglo VII, fue ampliada y convertida en colegiata entre el siglo XII y el siglo XVI. En 1561 se convierte en Catedral tras la destrucción de Thérouanne por Carlos V. En ella se halla el cenotafio de Saint-Omer y un cuadro de Rubens representando el Descendimiento de la Cruz.

- La iglesia de San Denis. Iglesia gótica del siglo XIII. En ella se conservan numerosos monumentos funerarios y una parte de la tumba de Guillaume Pillastre, obispo de Thérouanne, canciller de la Orden del Toisón de Oro, muerto en 1473.

- La iglesia del Santo Sepulcro, erigida en honor de tres nobles de la región que participaron en las cruzadas.

- Las ruinas de la abadía de San Bertín, edificada entre 1325- 1520, y destruida por la municipalidad en 1830.

- La capilla del seminario episcopal, de estilo flamenco (edificada entre 1605 –1625)

- El palacio de justicia. La antigua residencia episcopal, construida entre 1680 y 1684, convertida en palacio de justicia en 1795 durante la Revolución francesa.

- El antiguo hospital general, construido en 1702 por Luis Alfonso de Valbelle, obispo de Saint-Omer, nombrado por Luis XIV, y de cuyos planos fue autor Bernardo José de Neuville.

- El jardín público, del arquitecto Guinoiseau (siglo XX) situado en las fosas de las fortificaciones de Vauban.

- El barrio del Haut-Pont, antiguo barrio de horticultures con fachadas típicas, atravesado por el Aa canalizado.

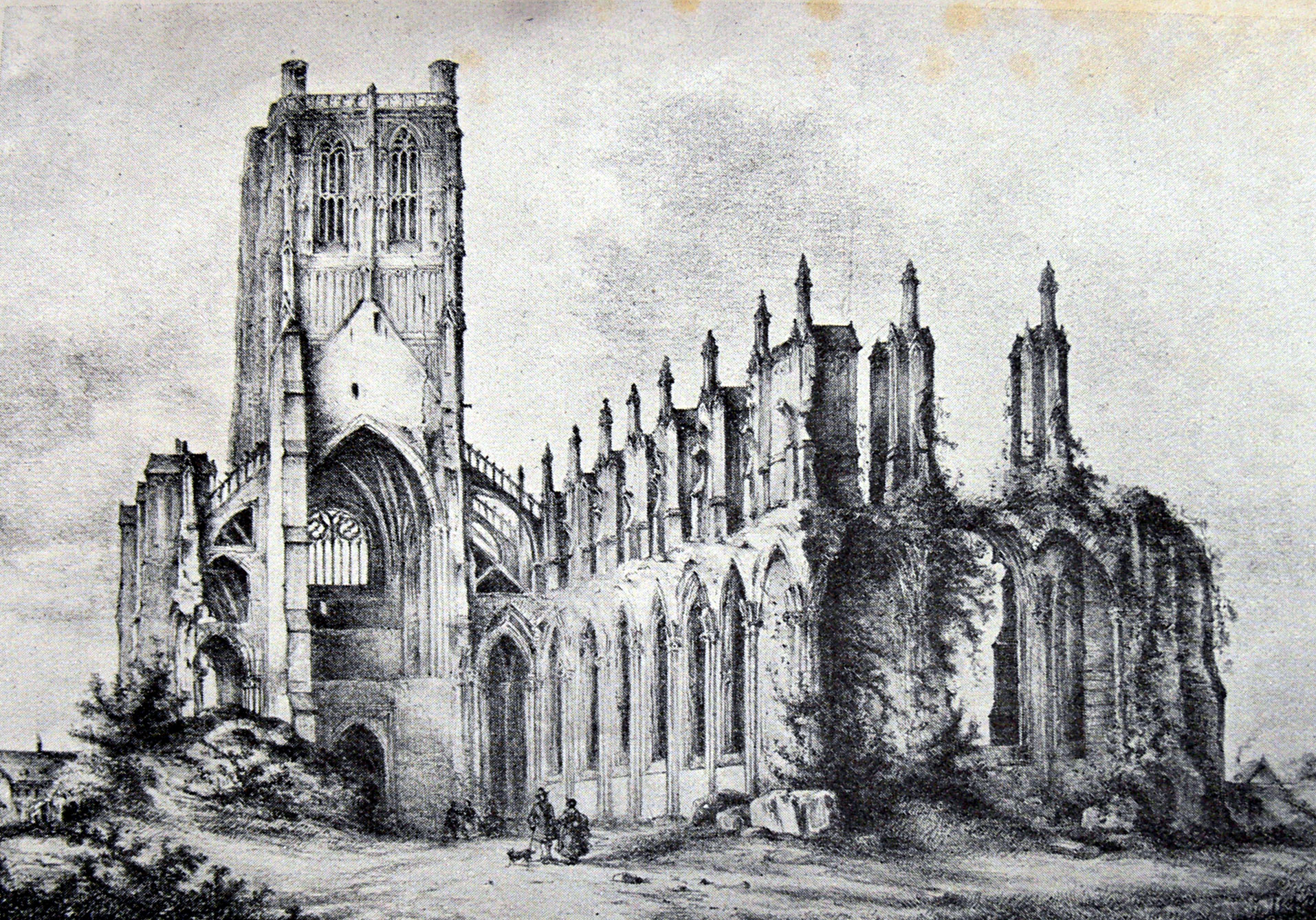
Litografía: ruinas de la iglesia de Saint-Bertin en 1850.
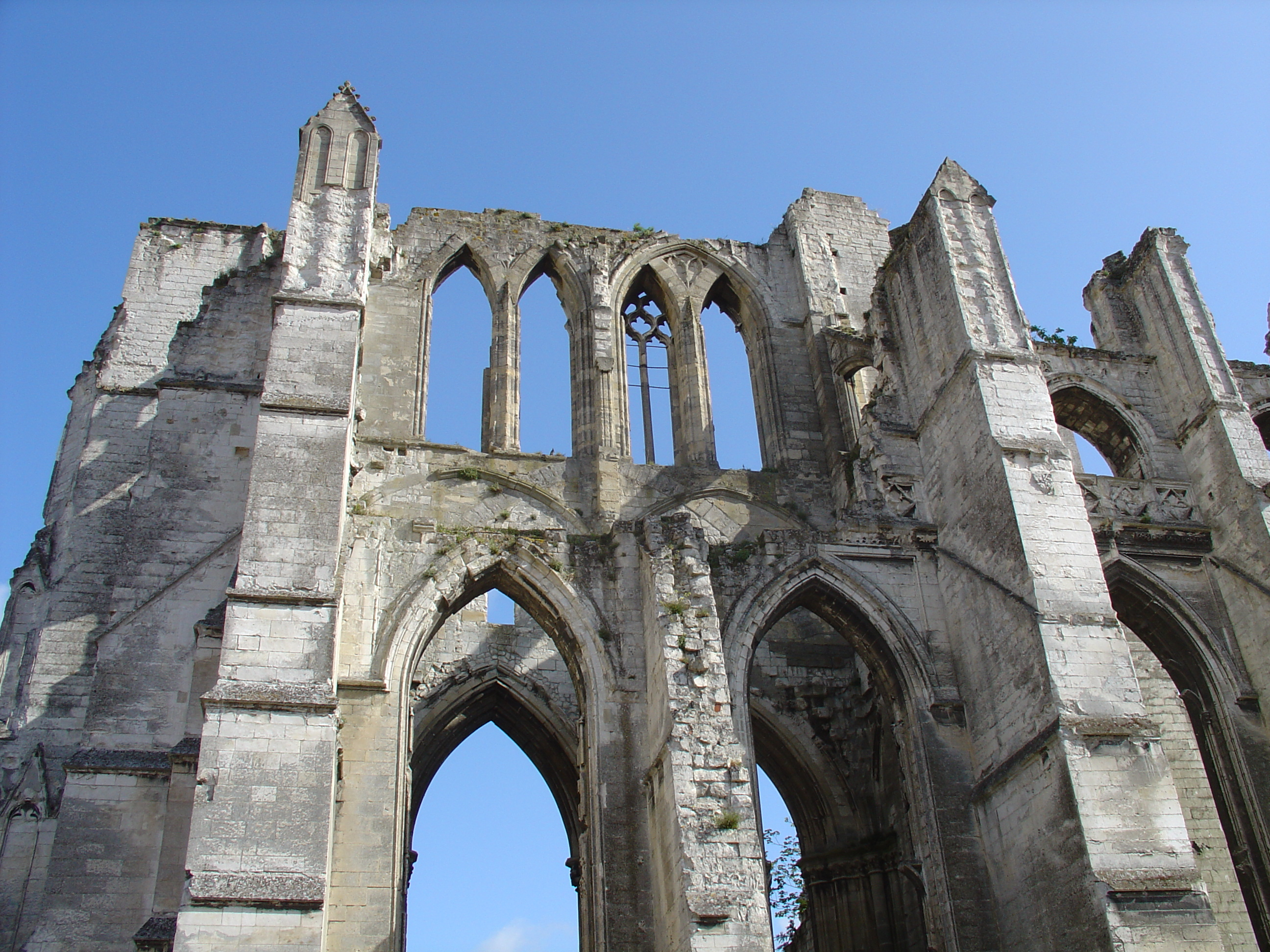
Vista de las mismas ruinas hoy
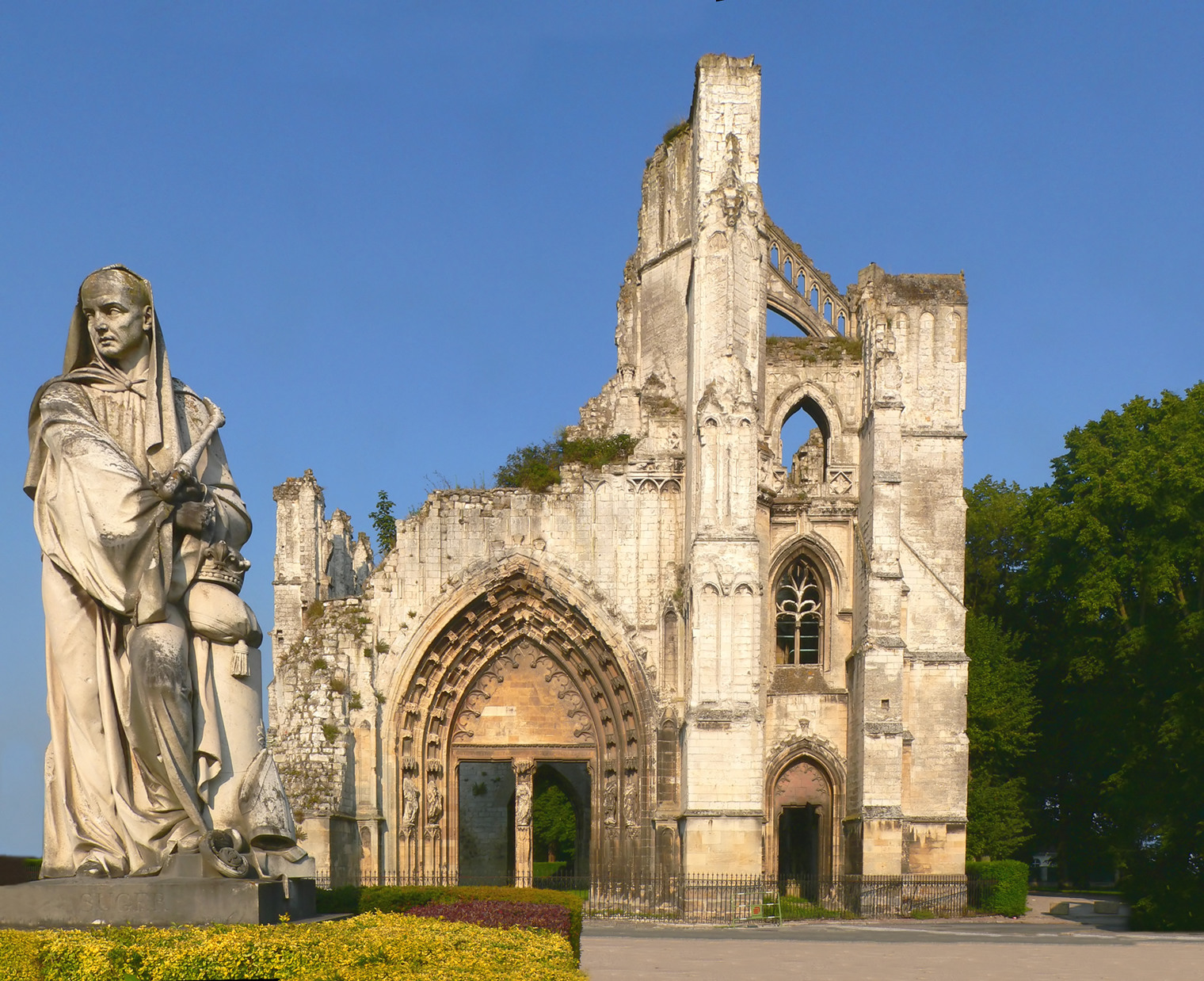
Las ruinas de le abadía de Saint-Bertin y la estatua del abad Suger.
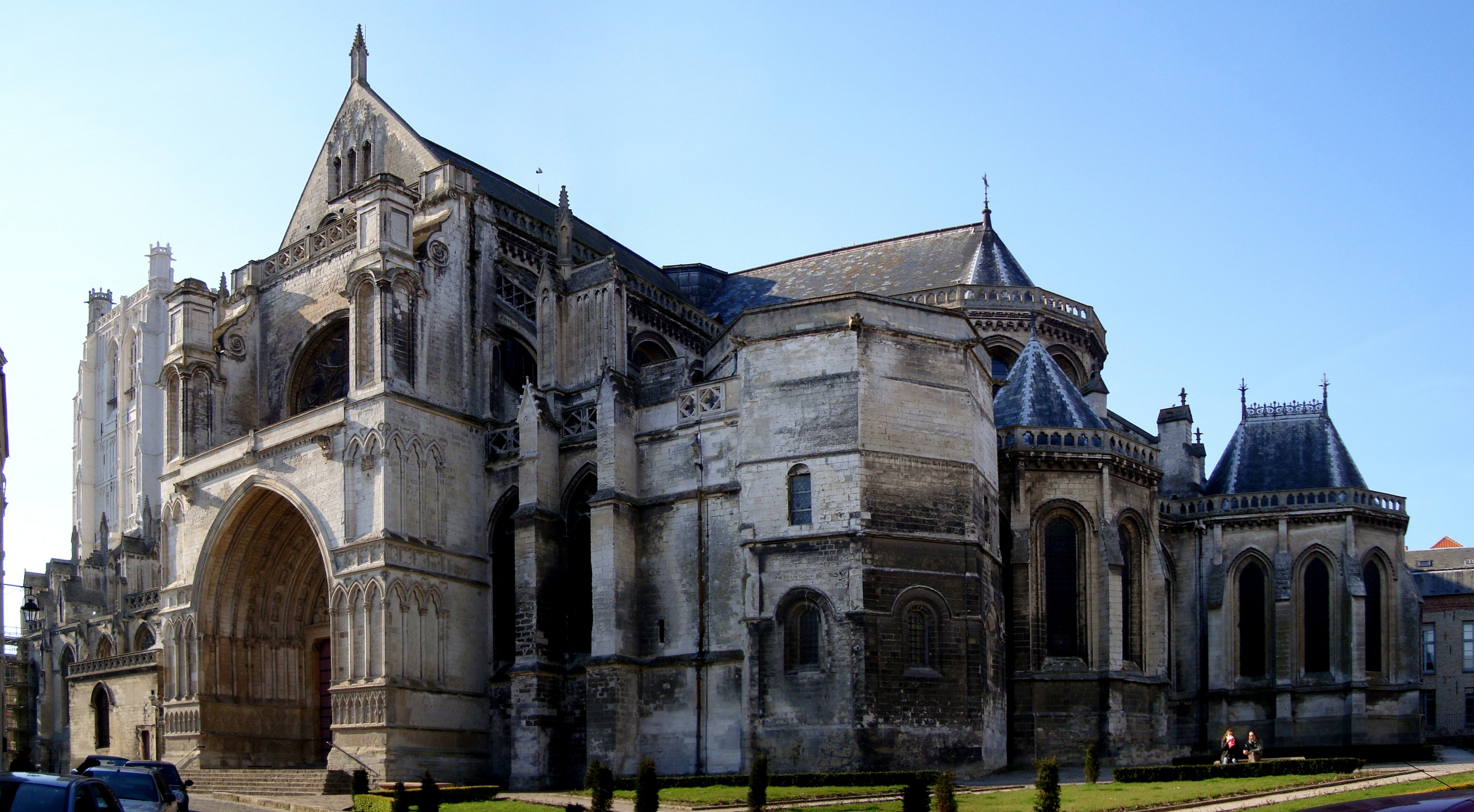
La antigua catedral de Notre-Dame
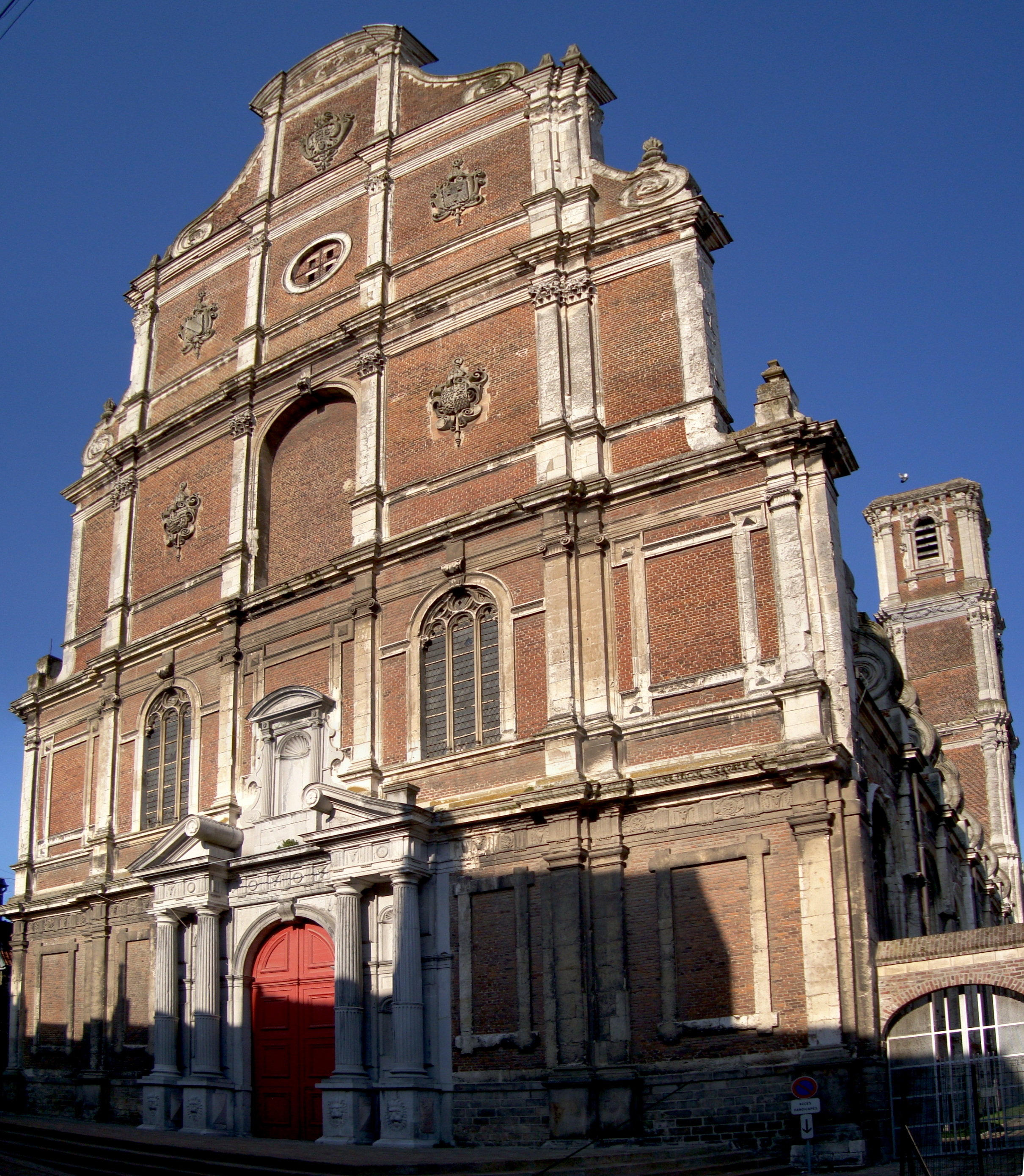
La fachada de la capilla del antiguo colegio de los jesuitas
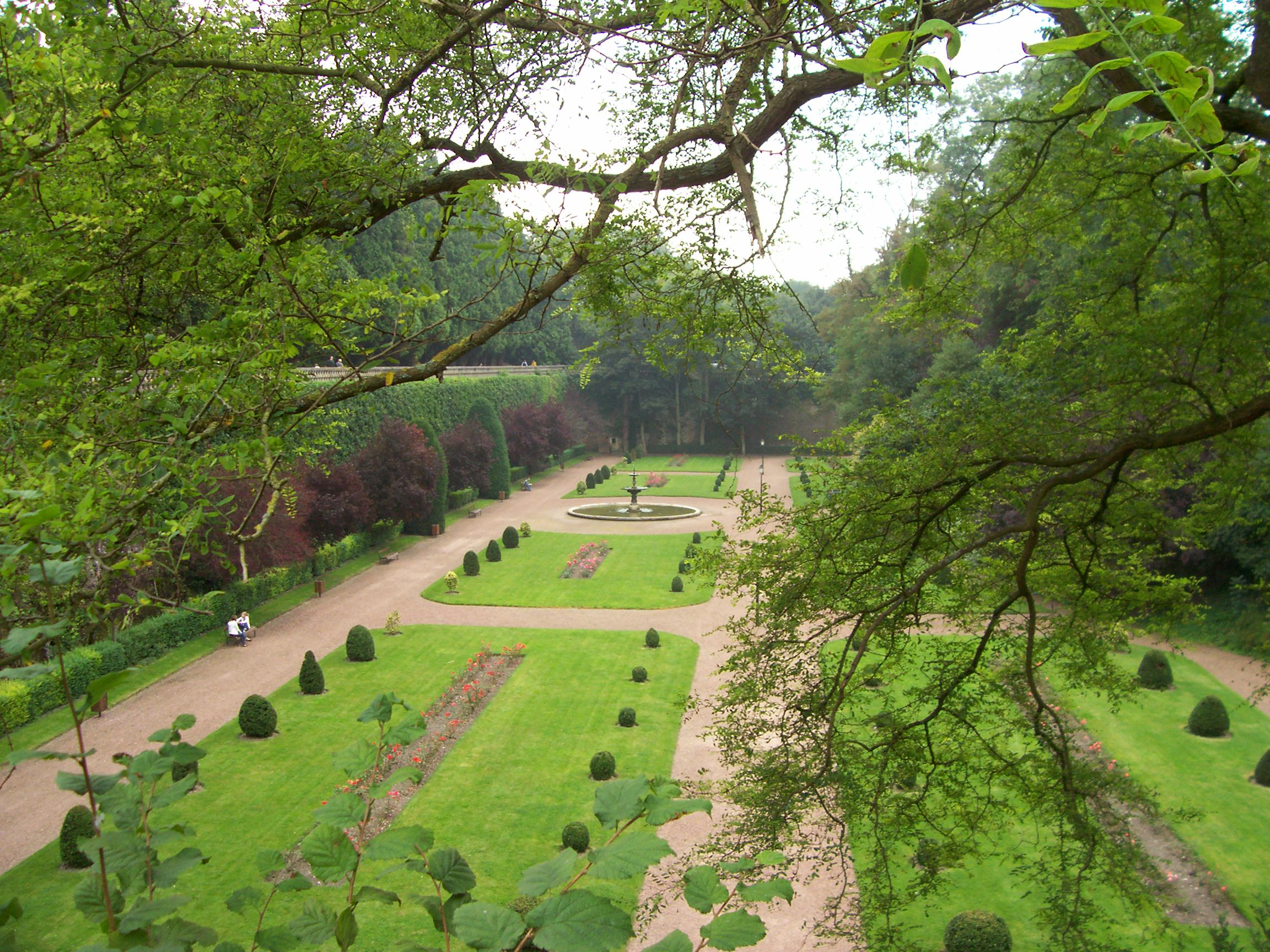
Espacio verde de la villa de Saint-Omer, al pie de las antiguas murallas de Vauban

No lejos de Saint-Omer se encuentra:
- El pantano, que se visita en bacôve (barca de fondo plano utilizada para el trabajo en los pantanos)

- La reserva natural Volontaire du Romelaëre

- La cúpula de Helfaut

- El elevador en barca de las Fontinettes (municipio de Arques)

## Ciudades hermanadas
Saint-Omer están hermanadas con las siguientes ciudades:
- Deal, Inglaterra, Reino Unido.
- Detmold, Renania del Norte-Westfalia, Alemania.
- Ypres, Flandes, Flandes Occidental, Francia, (desde 1969).
- Żagań, Lebus, Polonia.